# Chionoxantha staudingeri
Chionoxantha staudingeri är en fjärilsart som beskrevs av Standfuss 1892. Chionoxantha staudingeri ingår i släktet Chionoxantha och familjen nattflyn. Inga underarter finns listade i Catalogue of Life.